# Ca la Cecília
Ca la Cecília és una obra barroca de Premià de Dalt (Maresme) inclosa a l'Inventari del Patrimoni Arquitectònic de Catalunya.

## Descripció
Casa formada per una planta baixa i dos pisos. Coberta per una teulada de dues vessants amb el carener paral·lel a la façana principal. En el conjunt destaca la façana lateral de l'esquerra, única visible des del carrer, que limita un espai interessant juntament amb la masia de Can Xarrié.
Aquesta façana presenta a la part alta un porxo amb quatre arcs de mig punt i a l'altura del primer pis una interessant finestra realitzada amb carreus de pedra i que presenta la llinda i els brancals treballats amb motllures. Per la seva tipologia sembla de finals del segle xvi o del segle xvii.